# Fruzsina
Fruzsina ist ein ungarischer weiblicher Vorname.

## Bekannte Namensträgerinnen
- Fruzsina Kretz (* 1994), ungarische Handball- und Beachhandballspielerin
- Fruzsina Molnár-Gábor (* 1984), ungarisch-deutsche Rechtswissenschaftlerin

Siehe auch:
- Frusina